# 落星垈駅
落星垈（姜邯贊）駅（ナクソンデ（カンガムチャン）えき）は、大韓民国ソウル特別市冠岳区奉天洞にあるソウル交通公社2号線の駅。駅番号は「227」。

## 歴史
- 1983年12月17日 - ソウル特別市地下鉄公社2号線（当時）の駅として開業。
- 2005年1月1日 - ソウル特別市地下鉄公社がソウルメトロに改称。
- 2017年5月31日 - ソウルメトロとソウル特別市都市鉄道公社が統合され、ソウル交通公社の駅となる。

## 駅構造

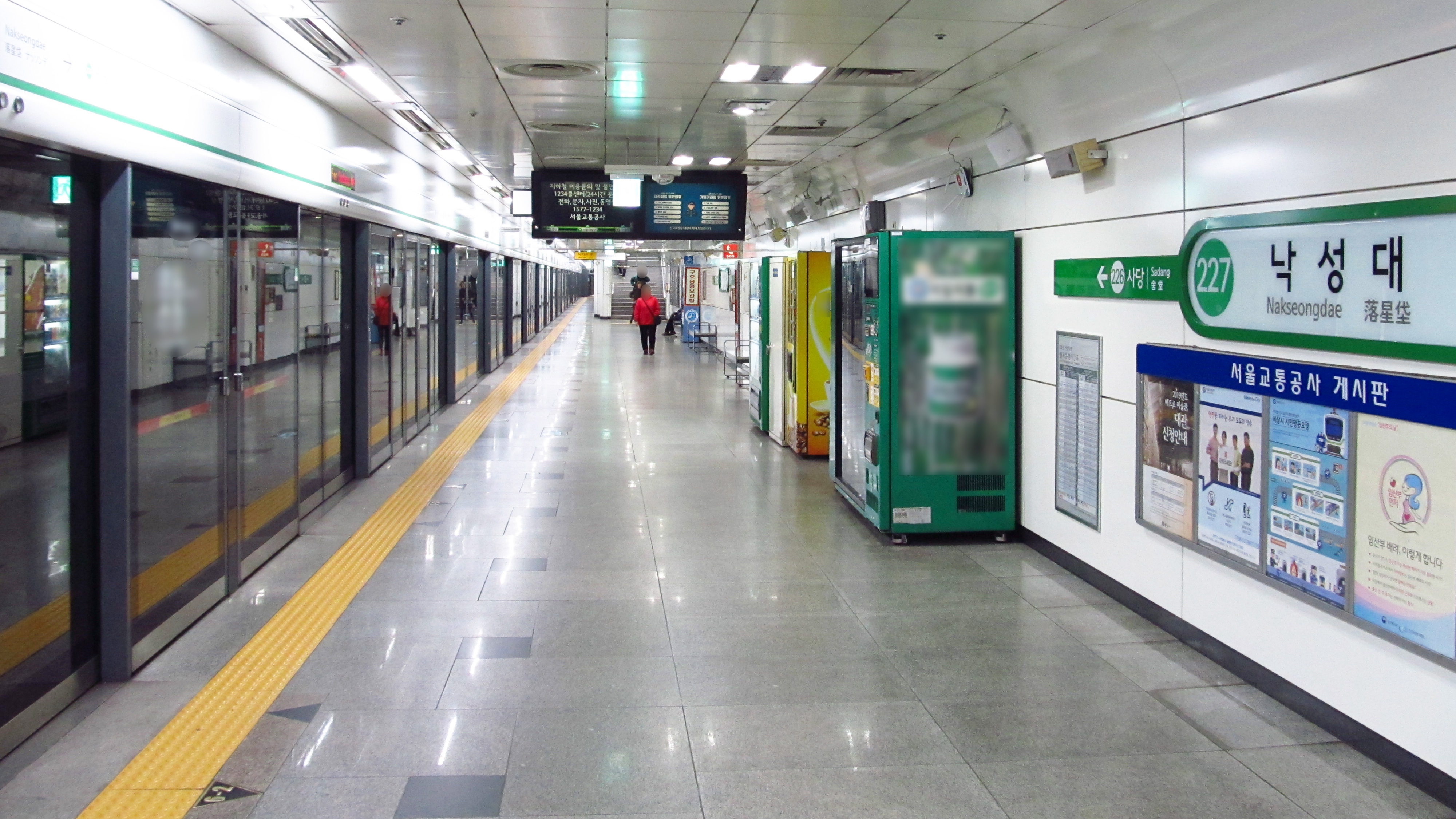
ホーム（2018年11月21日）

相対式ホーム2面2線を有する地下駅で、フルスクリーンタイプのホームドアが設置されている。
改札口は2ヶ所あるが、両方とも内回り・外回りホーム別々に設置されており、改札内でのホーム間の移動はできない。化粧室は改札外にある。
エレベーター完備。出入口は1番から8番までの計8ヶ所ある。

### のりば
案内上ののりば番号は設定されていない。
| 内回り | 2号線 | 大林・新道林・永登浦区庁・堂山方面 |
| 外回り | 2号線 | 舎堂・教大・江南・宣陵方面         |

## 利用状況
近年の一日平均利用人員推移は下記のとおり。
| 路線  | 路線     | 2000年 | 2001年 | 2002年 | 2003年 | 2004年 | 2005年 | 2006年 | 2007年 | 2008年 | 2009年 | 出典  |
| ----- | -------- | ------ | ------ | ------ | ------ | ------ | ------ | ------ | ------ | ------ | ------ | ----- |
| 2号線 | 乗車人員 | 24,833 | 24,715 | 26,223 | 27,203 | 27,740 | 28,413 | 28,840 | 29,188 | 29,934 | 30,749 | [ 1 ] |
| 2号線 | 降車人員 | 23,670 | 23,373 | 25,139 | 26,251 | 26,418 | 27,017 | 27,590 | 27,820 | 28,862 | 29,390 | [ 1 ] |
| 2号線 | 乗降人員 | 48,503 | 48,088 | 51,362 | 53,454 | 54,158 | 55,429 | 56,431 | 57,009 | 58,797 | 60,139 | [ 1 ] |
| 路線  | 路線     | 2010年 | 2011年 | 2012年 | 2013年 | 2014年 | 2015年 |        |        |        |        | [ 1 ] |
| 2号線 | 乗車人員 | 30,946 | 31,873 | 31,586 | 31,608 | 31,456 | 31,300 |        |        |        |        | [ 1 ] |
| 2号線 | 降車人員 | 29,626 | 30,297 | 29,900 | 30,163 | 30,083 | 30,014 |        |        |        |        | [ 1 ] |
| 2号線 | 乗降人員 | 60,572 | 62,170 | 61,486 | 61,771 | 61,538 | 61,314 |        |        |        |        | [ 1 ] |

## 駅周辺

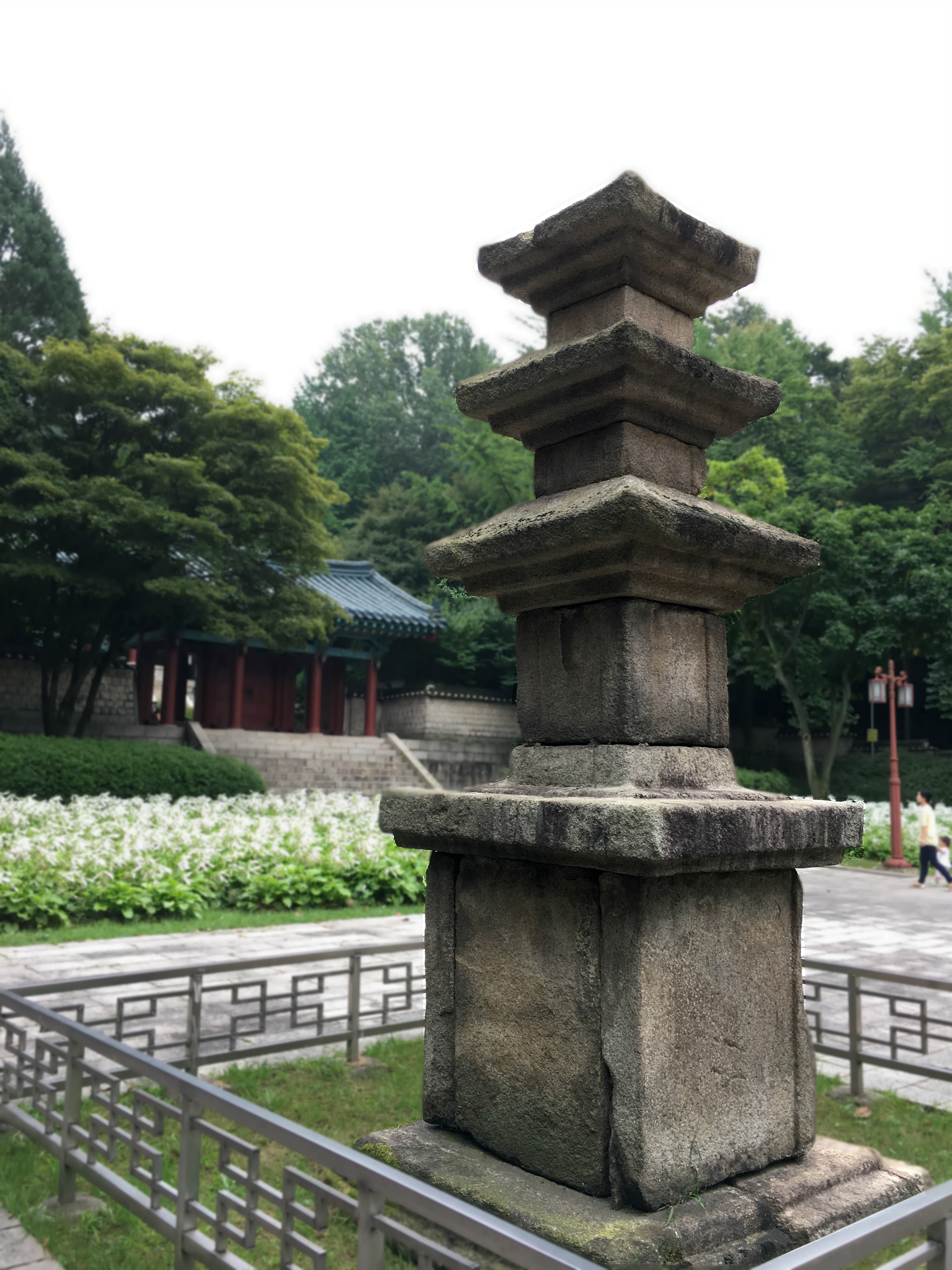
落星垈三層石塔

- 冠岳中学校（朝鮮語版）
- 冠岳区民運動場
- 冠岳区民総合体育センター
- カチゴゲ
- 落星垈[2]
- 落星台経済研究所
- 徳水公園
- 銅雀高等学校（朝鮮語版）
- ソウル美術高等学校（朝鮮語版）
- ソウル英語村 冠岳キャンプ
- ソウル特別市科学展示館
- 元堂市場
- 仁憲中学校（朝鮮語版）
- ソウル仁憲初等学校（朝鮮語版）
- 仁憲高等学校
- ソウル大学校[3]

## 隣の駅
ソウル交通公社
 2号線
舎堂駅 (226) - 落星垈駅 (227) - ソウル大入口駅 (228)